# Impatiens atrosanguinea
Impatiens atrosanguinea là một loài thực vật có hoa trong họ Bóng nước. Loài này được (Nakai) B.U. Oh & W.S. Hong mô tả khoa học đầu tiên năm 1993.